# Bacino della Standiana
Il bacino della Standiana è un lago salmastro posizionato nel comune di Ravenna presso la frazione Fosso Ghiaia; sulla sua sponda orientale si affaccia il parco divertimenti di Mirabilandia.
Il lago sorge sul territorio dove un tempo vi era la Valle Standiana, una palude che venne bonificata agli inizi del Novecento facendone drenare le acque al mare Adriatico tramite i corsi d'acqua presenti, come il fosso Ghiaia e il torrente Bevano che lambiscono lo specchio d'acqua rispettivamente a nord e a sud. Mediamente il lago è profondo circa 3-4 metri e il punto più profondo supera i 10 metri.
Il bacino è l'area umida più estesa rimasta della relitta valle; ha una forma estremamente regolare (un rettangolo di 2500×700 metri) ed è separata dall'altra porzione dell'antica valle, che ora costituisce il lago delle Ghiarine, da un lembo di terra su cui sorge il parco giochi e passa la Strada statale 16 Adriatica. La parte nord del lago è separata dal corpo principale da una strada sterrata ed è occupata da una zona umida di forma irregolare, più ricca di vegetazione, che separa il complesso dall'alveo del fosso Ghiaia. 
Essendo il risultato di una bonifica, il bacino della Standiana è privo sia di immissari che di emissari; le sue acque sono più basse e più salate del vicino lago delle Ghiarine, nonché più sabbiose; per questo viene utilizzato maggiormente come bacino di canottaggio: ospita infatti un campo olimpico per regate a 8 corsie. Qui si addestrano anche i cani della Scuola Italiana Cani da Salvataggio (SICS) dell'Emilia-Romagna. In inverno viene effettuato l'addestramento a terra e in estate quello in acqua coi loro conduttori, per diventare unità cinofile da salvataggio al fianco dei bagnini di Cesenatico. 